# Baghramyan (Etchmiadzin)
Pour les articles homonymes, voir Baghramyan.
Baghramyan ou Baghramian (en arménien Բաղրամյան) est une communauté rurale du marz d'Armavir, en Arménie. Elle compte 3 078 habitants en 2009.